# Инверсия кривой

Зелёная кардиоида получается путём инверсии красной параболы относительно пунктирной окружности.

Инверсия кривой — результат применения операции инверсии к заданной кривой C. По отношению к фиксированной окружности с центром O и радиусом k инверсия точки Q — это точка P, лежащая на луче OQ, и OP•OQ = k2. Инверсия кривой C — это множество всех точек P, являющихся инверсиями точек Q, принадлежащих кривой C. Точка O в этом построении называется центром инверсии, окружность называется окружностью инверсии, а k — радиусом инверсии.
Инверсия, применённая дважды, даст тождественное преобразование, так что инверсия, применённая к инверсии кривой по отношению той же окружности, даст первоначальную кривую. Точки самой окружности переходят в себя, так что окружность инверсии при операции не меняется.

## Уравнения
Инверсией точки (x, y) по отношению единичной окружности является (X, Y), где:
{\displaystyle X={\frac {x}{x^{2}+y^{2}}},\ Y={\frac {y}{x^{2}+y^{2}}}},
или, что эквивалентно:
{\displaystyle x={\frac {X}{X^{2}+Y^{2}}},\ y={\frac {Y}{X^{2}+Y^{2}}}}.
Так что инверсия кривой, определённой уравнением f(x, y) = 0, по отношению к единичной окружности задаётся уравнением:
{\displaystyle f\left({\frac {X}{X^{2}+Y^{2}}},\ {\frac {Y}{X^{2}+Y^{2}}}\right)=0}.
Из этого уравнения следует, что инверсия алгебраической кривой степени n по отношению к окружности даёт алгебраическую кривую степени максимум 2n.
Таким же образом, инверсией кривой, заданной параметрическими уравнениями:
{\displaystyle x=x(t),\ y=y(t)},
по отношению к единичной окружности будет:
{\displaystyle X=X(t)={\frac {x(t)}{x(t)^{2}+y(t)^{2}}},\ Y=Y(t)={\frac {y(t)}{x(t)^{2}+y(t)^{2}}}.}
Отсюда следует, что круговая инверсия рациональной кривой является также рациональной кривой.
Обобщая, инверсией кривой, заданной уравнением f(x, y) = 0, по отношению к окружности с центром в (a, b) и радиусом k является
{\displaystyle f\left(a+{\frac {k^{2}(X-a)}{(X-a)^{2}+(Y-b)^{2}}},\ b+{\frac {k^{2}(Y-b)}{(X-a)^{2}+(Y-b)^{2}}}\right)=0.}
Инверсией кривой, заданной параметрически:
{\displaystyle x=x(t),\ y=y(t)},
по отношению к той же окружности будет:
{\displaystyle X=X(t)=a+{\frac {k^{2}(x(t)-a)}{(x(t)-a)^{2}+(y(t)-b)^{2}}},\ Y=Y(t)=b+{\frac {k^{2}(y(t)-b)}{(x(t)-a)^{2}+(y(t)-b)^{2}}}}.
В полярной системе координат уравнения проще, если окружностью инверсии является единичная окружность.
Инверсией точки (r, θ) по отношению к единичной окружности является (R, Θ), где
{\displaystyle R={\frac {1}{r}},\ \Theta =\theta },
или, что эквивалентно:
{\displaystyle r={\frac {1}{R}},\ \theta =\Theta }.
Таким образом, инверсия кривой f(r, θ) = 0 определяется уравнением f(1/R, Θ) = 0, а инверсией кривой r = g(θ) будет r = 1/g(θ).

## Примеры
Применение преобразования, приведенного выше, к лемнискате Бернулли
{\displaystyle (x^{2}+y^{2})^{2}=a^{2}(x^{2}-y^{2})}
даст
{\displaystyle a^{2}(u^{2}-v^{2})=1}
— уравнение гиперболы. Поскольку инверсия является бирациональным преобразованием и гипербола является рациональной кривой, это показывает, что лемниската также является рациональной кривой, другими словами, кривая имеет род нуль. Если применить инверсию к кривой Ферма xn + yn = 1, где n нечётно, мы получим
{\displaystyle (u^{2}+v^{2})^{n}=u^{n}+v^{n}.}
Любая рациональная точка на кривой Ферма имеет соответствующую рациональную точку на этой кривой, что даёт эквивалентную формулировку великой теоремы Ферма.

## Частные случаи
Для простоты в качестве окружности инверсии в примерах используется единичная окружность. Результат инверсии для других окружностей можно получить путём преобразования исходной кривой.

### Прямые
Если прямая проходит через начало координат, её уравнение в полярных координатах будет θ = θ0, где θ0 постоянна. Уравнение не меняется при инверсии.
Уравнение в полярных координатах прямой, не проходящей через начало координат,
{\displaystyle r\cos(\theta -\theta _{0})=a}
и уравнением инверсии кривой будет
{\displaystyle r=a\cos(\theta -\theta _{0})}
которое задаёт окружность, проходящую через начало координат. Применение инверсии уже к этой окружности показывает, что инверсией окружности, проходящей через начало координат, будет прямая.

### Окружности
В полярных координатах общее уравнением окружности, не проходящей через начало координат, будет
{\displaystyle r^{2}-2r_{0}r\cos(\theta -\theta _{0})+r_{0}^{2}-a^{2}=0\quad (a,\ r>0,\ a\neq r_{0}),}
где a — радиус и (r0, θ0) — полярные координаты центра. Уравнением инверсной кривой будет
{\displaystyle 1-2r_{0}r\cos(\theta -\theta _{0})+(r_{0}^{2}-a^{2})r^{2}=0,}
или
{\displaystyle r^{2}-{\frac {2r_{0}}{r_{0}^{2}-a^{2}}}r\cos(\theta -\theta _{0})+{\frac {1}{r_{0}^{2}-a^{2}}}=0.}
Это уравнение окружности с радиусом
{\displaystyle A={\frac {a}{|r_{0}^{2}-a^{2}|}}}
и центром, координаты которой
{\displaystyle (R_{0},\ \Theta _{0})=\left({\frac {r_{0}}{r_{0}^{2}-a^{2}}},\ \theta _{0}\right).}
Заметим, что R0 может быть отрицательным.
Если исходная окружность пересекается с единичной окружностью, то центры этих двух окружностей и точка пересечения образует треугольник со сторонами 1, a, r0 и этот треугольник будет прямоугольным, если
{\displaystyle r_{0}^{2}=a^{2}+1.}
Но из уравнения выше следует, что исходная окружность совпадает с её инверсией только в случае, когда
{\displaystyle r_{0}^{2}-a^{2}=1.}
Таким образом, инверсия окружности совпадает с исходной окружностью тогда и только тогда, когда окружность пересекает единичную окружность под прямыми углами.
Суммируя и обобщая две секции:
1. Инверсия прямой или окружность будет прямой или окружностью.
2. Если исходная кривая является прямой, то её инверсия будет проходить через центр инверсии. Если исходная кривая проходит через центр инверсии, то инверсией будет прямая.
3. Инвертная кривая будет совпадать с исходной в точности тогда, когда кривая пересекает единичную окружность под прямыми углами.

### Параболы с центром инверсии в вершине
Уравнением параболы, если повернуть её так, что ось станет горизонтальной, будет x = y2. В полярных координатах это превращается в
{\displaystyle r={\frac {\cos \theta }{\sin ^{2}\theta }}.}
Уравнением инверсной кривой тогда будет
{\displaystyle r={\frac {\sin ^{2}\theta }{\cos \theta }}=\sin \theta \tan \theta },
и это циссоида Диокла.

### Конические сечения с центром инверсии в фокусе
Уравнением в полярных координатах конического сечения с фокусом в начале координат будет, с точностью до подобия
{\displaystyle r={\frac {1}{1+e\cos \theta }}},
где e — эксцентриситет. Инверсией этой кривой будет:
{\displaystyle r=1+e\cos \theta },
и это — уравнение улитки Паскаля. Если e = 0, это окружность инверсии. Если 0 < e < 1, исходная кривая является эллипсом и её инверсия — это замкнутая кривая с изолированной точкой в начале координат. Если e = 1, исходная кривая является параболой и её инверсия является кардиоидой, имеющей касп в начале координат. Если e > 1, исходная кривая является гиперболой и её инверсия образует две петли с точкой пересечения в начале координат.

### Эллипсы и гиперболы с центрами инверсии в вершинах
Общим уравнением эллипса или гиперболы является:
{\displaystyle {\frac {x^{2}}{a^{2}}}\pm {\frac {y^{2}}{b^{2}}}=1}.
Преобразуя уравнение так, что начало координат станет вершиной:
{\displaystyle {\frac {(x-a)^{2}}{a^{2}}}\pm {\frac {y^{2}}{b^{2}}}=1},
и после преобразования:
{\displaystyle {\frac {x^{2}}{2a}}\pm {\frac {ay^{2}}{2b^{2}}}=x}
или, заменив константы:
{\displaystyle cx^{2}+dy^{2}=x}.
Заметим, что парабола, рассмотренная выше, теперь попадает в эту схему, положив c = 0 и d = 1.
Уравнением инверсной кривой будет:
{\displaystyle {\frac {cx^{2}}{(x^{2}+y^{2})^{2}}}+{\frac {dy^{2}}{(x^{2}+y^{2})^{2}}}={\frac {x}{x^{2}+y^{2}}}}
или
{\displaystyle x(x^{2}+y^{2})=cx^{2}+dy^{2}}.
Это уравнение описывает семейство кривых, называемых конхоидами Слюза. Это семейство включает, вдобавок к циссоиде Диокла, описанной выше, трисектрису Маклорена (d = −c/3) и правую строфоиду (d = −c).

### Эллипсы и гиперболы с центрами инверсии в центре
Уравнение эллипса или гиперболы:
{\displaystyle cx^{2}+dy^{2}=1},
после операции инвертирования:
{\displaystyle (x^{2}+y^{2})^{2}=cx^{2}+dy^{2}}
и это — лемниската Бута. Если d = −c, это лемниската Бернулли.

### Конические сечения с произвольной точкой инверсии
Инверсия конического сечения (отличного от окружности) является циркулярной кривой третьего порядка, если центр инверсии лежит на кривой, и бициркулярной кривой четвёртого порядка в противном случае. Конические сечения являются рациональными, так что инвертированные кривые тоже рациональны. И наоборот, любая рациональная циркулярная кривая третьего порядка или рациональная бициркулярная кривая четвёртого порядка является инверсией конического сечения. Фактически любая из этих кривых должна иметь особенность, и если взять эту точку в качестве центра инверсии, инверсная кривая будет коническим сечением.

## Аналлагматические кривые
Аналлагматическая кривая — это кривая, переходящая в себя при инверсии. К ним относятся окружность, овал Кассини и трисектриса Маклорена.